# Oliver Wynne-Griffith
Oliver Wynne-Griffith (Guildford, 29 maggio 1994) è un canottiere britannico.

## Palmarès
- Giochi olimpici

Tokyo 2020: bronzo nell'otto.
Parigi 2024: argento nel due senza.
- Campionati mondiali di canottaggio

Plovdiv 2018: bronzo nel due senza.
Ottensheim 2019: bronzo nell'otto.
Račice 2022: bronzo nell'otto.
Belgrado 2023: argento nel due senza.
- Campionati europei di canottaggio

Lucerna 2019: argento nell'otto.
Varese 2021: oro nell'otto.
Oberschleißheim 2022: argento nel due senza.
Bled 2023: argento nel due senza.
Seghedino 2024: oro nel due senza.